# Diphyllodes
Diphyllodes är ett fågelsläkte i familjen paradisfåglar inom ordningen tättingar: Släktet omfattar här sex arter som förekommer på Nya Guinea och på öar väster därom:
- Praktparadisfågel (D. magnificus)
- Regnbågsparadisfågel (D. respublica)

Arterna i släktet inkluderades tidigare i Cicinnurus och vissa gör det fortfarande.